# Maniliz Segarra
Maniliz Segarra Vásquez (27 de febrero de 1966) es una deportista puertorriqueña que compitió en judo. Ganó una medalla en los Juegos Panamericanos de 1991, y tres medallas en el Campeonato Panamericano de Judo entre los años 1986 y 1992.

## Palmarés internacional
| Juegos Panamericanos    | Juegos Panamericanos     | Juegos Panamericanos | Juegos Panamericanos |
| Año                     | Lugar                    | Medalla              | Categoría            |
| ----------------------- | ------------------------ | -------------------- | -------------------- |
| 1991                    | La Habana (Cuba)         | Medalla de bronce    | –56 kg               |
| Campeonato Panamericano |                          |                      |                      |
| Año                     | Lugar                    | Medalla              | Categoría            |
| 1986                    | Salinas (Puerto Rico)    | Medalla de plata     | –56 kg               |
| 1988                    | Buenos Aires (Argentina) | Medalla de bronce    | –61 kg               |
| 1992                    | Hamilton (Canadá)        | Medalla de plata     | –56 kg               |